# Berlin 56
 (novembre 2017).
Si vous disposez d'ouvrages ou d'articles de référence ou si vous connaissez des sites web de qualité traitant du thème abordé ici, merci de compléter l'article en donnant les références utiles à sa vérifiabilité et en les liant à la section « Notes et références ».
Berlin 59
Berlin 56 (Ku'damm 56) est une mini-série allemande en six épisodes de 45 minutes créée par Annette Hess, diffusée du 20 au 23 mars 2016 sur ZDF.
En France et Suisse, elle a été découpée en six parties de 45 minutes et diffusée le 5 avril 2017 sur RTS 1 et les 6 et 13 avril 2017 sur Arte. Elle reste inédite dans les autres pays francophones.
Une suite, intitulée Berlin 59, a été diffusée en mars 2018 sur ZDF.
Une autre suite, intitulée Berlin 63, a été diffusée en mars 2021 sur ZDF. 
Une troisième suite a été annoncée.

## Synopsis
La série présente l’histoire d’une famille allemande à Berlin, les Schöllack, quelques années après la Seconde Guerre mondiale. Une mère et ses trois filles font face au nouveau monde qui se présente et aux changements en cours. La mère est propriétaire d’une prestigieuse école de danse située sur l'avenue Kurfürstendamm (vitrine de la RFA, Allemagne de l'ouest) qui donne son nom au titre original de la mini-série allemande : Ku'damm 56. Dans cette mini-série, la mère n'a qu'un seul objectif dans la vie : marier ses trois filles.

## Distribution
- Claudia Michelsen (VF : Véronique Augereau) : Caterina Schöllack
- Sonja Gerhardt (VF : Kelly Marot) : Monika Schöllack
- Maria Ehrich (VF : Marie Giraudon) : Helga Schöllack
- Emilia Schüle (VF : Fily Keita) : Eva Schöllack
- Heino Ferch (VF : Frédéric Popovic) : professeur Fassbender
- Uwe Ochsenknecht (VF : Jean-Claude Donda) : Fritz Assmann
- Sabin Tambrea (VF : Thomas Roditi) : Joachim Franck
- Trystan Pütter (de) (VF : Damien Witecka) : Freddy Donath
- August Wittgenstein (VF : Alexis Victor) : Wolfgang von Boost
- Robert Schupp (de) : Gerd Schöllack
- Steve Windolf (VF : Jérémy Prévost) : Rudi Hauer
- Thomas Gerber (de) : Simon Crohn
- Katharina Schüttler : Sonja Lundi

 Source et légende : version française (VF) sur RS Doublage et selon le carton de doublage télévisuel.

## Galerie

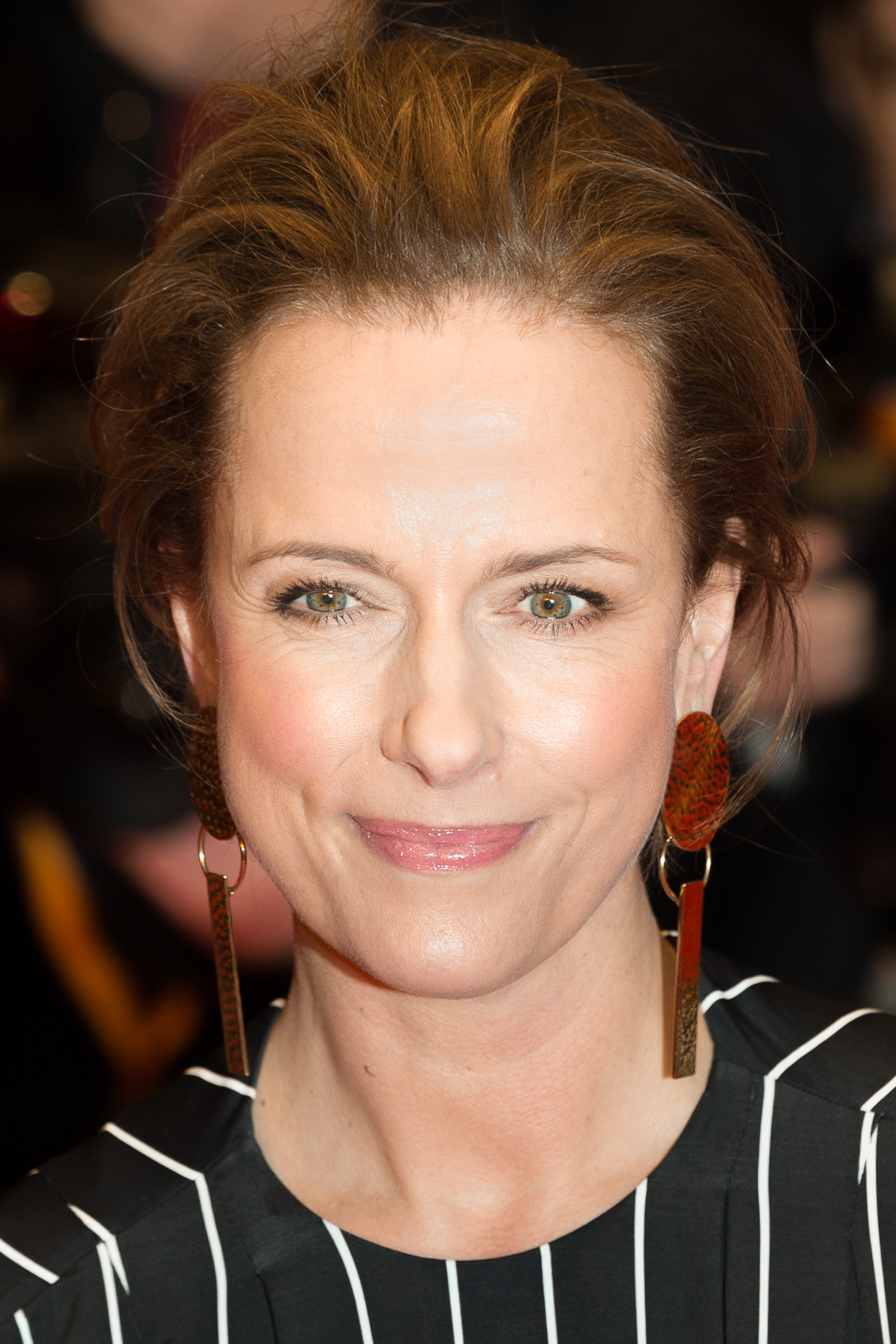
Claudia Michelsen
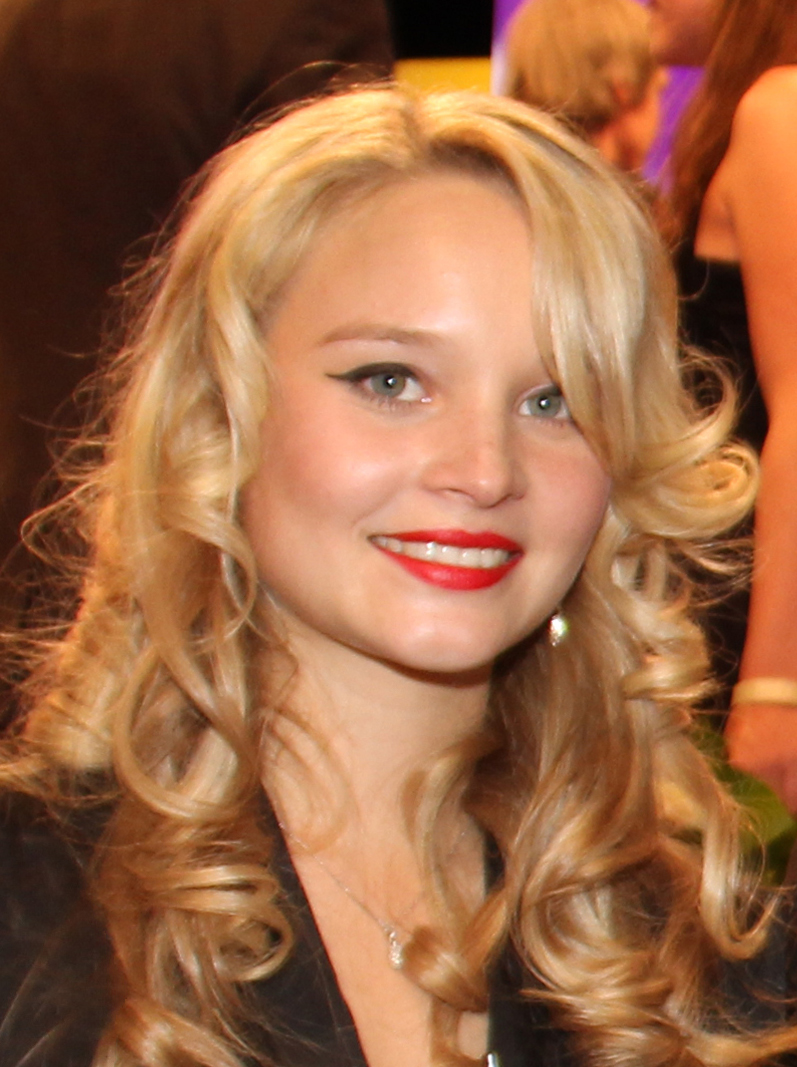
Sonja Gerhardt
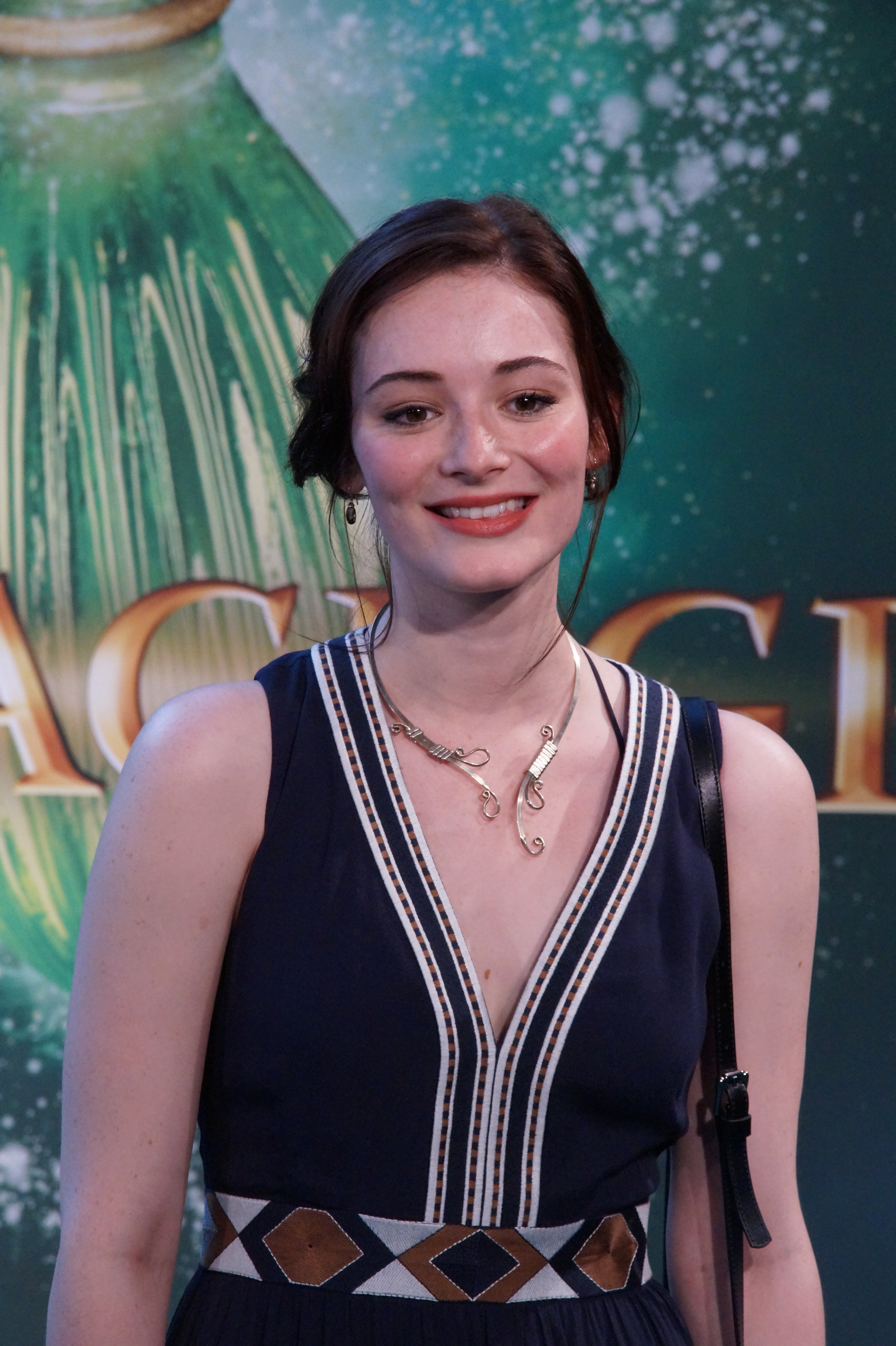
Maria Ehrich
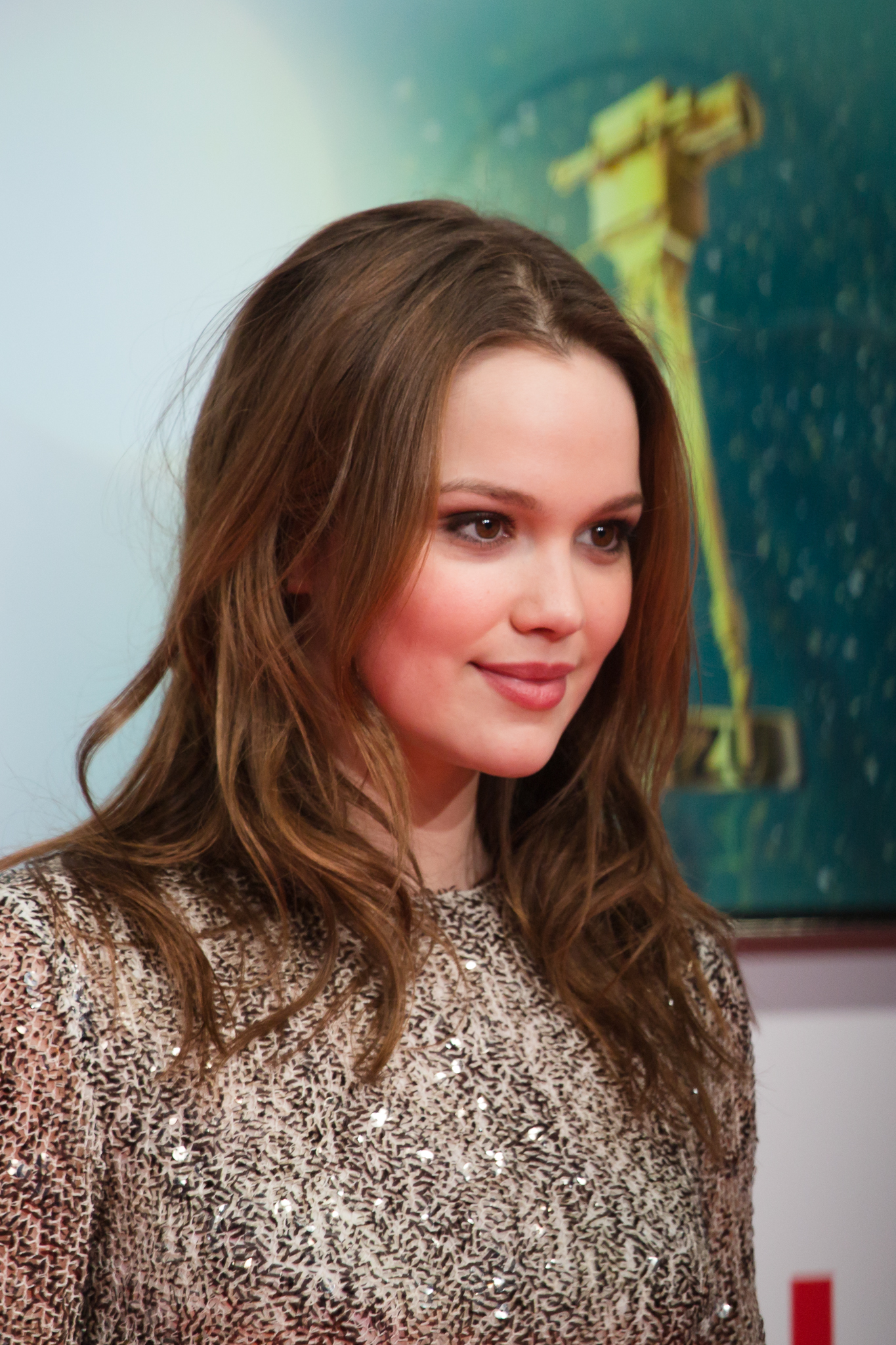
Emilia Schüle
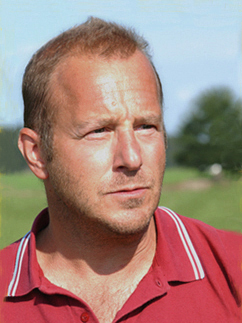
Heino Ferch

## Épisodes

### Premier épisode
En 1956, la jeune Monika Schöllack vient d’être renvoyée de son école d’arts ménagers à cause d’un comportement inapproprié. Elle revient pleine de honte à Berlin auprès de sa mère Caterina, qui dirige une école de danse, et de ses sœurs Helga et Eva. Pour Caterina, ce renvoi est un nouvel échec de sa fille et elle craint de ne jamais trouver un homme pour épouser Monika. Le grand objectif de Caterina est d’établir au mieux ses filles dans la société par des mariages avantageux. La réputation de la famille est importante pour Caterina qui est très conservatrice. Elle dirige seule le programme de l’école de danse Galant. Son mari et père de ses filles, Gerd Schöllack, est porté disparu depuis 1944. C'est Fritz Assmann, un ami de la famille, qui la soutient, notamment à l’école de danse.
Contrairement à Monika, ses sœurs peuvent toujours compter sur la bienveillance de leur mère. Helga est sur le point de se marier avec le jeune procureur Wolfgang von Boost et Eva travaille dans une clinique où elle calcule ses chances d’épouser le directeur. 
Quand le fils de l'industriel Joachim Franck semble s'intéresser à Monika, Caterina a enfin l’espoir qu’elle pourra marier sa fille cadette, malgré la  réputation de bon à rien de Joaquim. Après la cérémonie du mariage de Helga, il viole Monika. Caterina tente de profiter de cette circonstance pour forcer Monika à se marier, mais celle-ci est rejetée par les Franck. Monika veut se suicider, mais elle est sauvée par ses sœurs juste à temps. Par l’intercession de Fritz Assmann, Caterina propose à Monika de donner un cours pour débutants à l’école de danse. Après des difficultés elle découvre vite son talent pour le rock ’n’ roll.

### Deuxième épisode
Le récent mariage de Helga connaît ses premières difficultés. Son mari Wolfgang pense que son homosexualité, que tout le monde ignore, est curable. Le professeur Jürgen Fassbender commence une thérapie avec lui, qui va de la douleur initiale auto-infligée à l’utilisation d’un dispositif de choc électrique. Bien entendu cela n'aide pas Wolfgang à résoudre son problème.
Sous la pression de sa mère, Monika continue de rencontrer Joachim Franck qui essaye de ramener leur relation à un niveau normal. Même si Monika ne sort qu’à contrecœur avec le jeune homme au penchant narcissique, elle commence à le comprendre un peu, parce qu’il souffre autant vis-à-vis de son père qu’elle vis-à-vis de sa mère. 
On apprend que l’école de danse n’a pas été fondée par la famille Schöllack, mais appartenait à une famille juive qui a été exterminée dans un camp de concentration. En outre, il s’avère que Gerd Schöllack est rentré il y a deux ans comme prisonnier de guerre, mais n’a pas encore contacté sa famille et vit à Berlin-Est. Caterina lui rend visite et il essaye de lui expliquer qu’il n’est plus la même personne qu’avant la guerre et qu'il ne peut pas reprendre son ancienne vie. Il est devenu antifasciste et essaye maintenant de construire une société meilleure sous le socialisme dans la partie Est de la ville.
Monika vit sa nouvelle passion, le rock’n’roll, mais uniquement en secret avec son partenaire de danse Freddy Donat.  Les élèves de l’école de danse le découvrent lors d’un concours et lui demandent qu’elle leurs enseigne les danses modernes.

### Troisième épisode
Eva commence à tomber amoureuse de Rudi Hauer, mari d’une patiente, et joueur de football. Cette relation qui n’offre aucune chance d’amélioration professionnelle est mal vue par Caterina.
Les problèmes familiaux se multiplient pour Caterina. Helga doit également affronter les problèmes de son mari si elle veut maintenir son mariage et Monika se rend compte qu’elle est enceinte de Freddy. Dans sa détresse, elle quitte la maison. Elle s’enfuit chez son père dont elle a pu découvrir l’adresse, mais sa mère la retrouve et la ramène chez elles. Elle est au courant de la grossesse de Monika et veut utiliser cette circonstance pour forcer Joachim Franck à se marier. Elle révèle à Monika que son père n’est pas Gerd Schöllack, mais bien Fritz Assmann. Monika continue à revoir Joachim qui semble avoir changé de personnalité depuis un grave accident de voiture. Non seulement il a déménagé de la maison de son père, mais il vit enfin son rêve d’écrire un livre. Avec la perspective de se marier à Joachim Franck, Monika réussit enfin à donner des cours de rock’n’roll à l’école de danse contre la volonté de sa mère. Néanmoins, Monika n’arrive pas à se résoudre à tromper Joachim, car leur relation s’améliore beaucoup, et elle lui révèle le plan que sa mère avait prévu. Ainsi, les deux se rapprochent en toute transparence et Monika envisage d'avorter.
Cependant, le mariage de Helga est constamment mis à l’épreuve et l’histoire d’amour d’Eva n’a pas d’avenir, car Rudi le footballeur est toujours marié. D’autre part, il jouera dans l’équipe nationale de la République démocratique allemande à l’avenir, ce qui interdit des déplacements trop fréquents dans la partie occidentale de Berlin. Quand la femme de Rudi apprend le nouvel amour de son mari, elle saute par la fenêtre. Eva se sent coupable et accepte la proposition de mariage de son patron Fassbender. 
Monika, d’autre part, ne peut pas décider entre ses sentiments pour Joachim et Freddy, qui finissent par se battre pour elle. En même temps, Monika se rend compte qu’elle ne veut pas s’engager du tout. Elle se déplace donc avec Freddy d’un tournoi de danse à un autre tant que son état le lui permet. En fin de compte, elle n’a pas été en mesure de décider d’interrompre sa grossesse et préfère laisser les choses suivre leur cours.
Malgré tous les problèmes, les sœurs ne se sont jamais sérieusement séparées les unes des autres et se sont toujours serré les coudes dans toutes les situations de la vie.

## Récompense
- Festival de la fiction TV de La Rochelle 2016 : Meilleure fiction étrangère